# Гаруда-Вишну-Кенчана (статуя)
Гаруда-Вишну-Кенчана (индон. Patung Garuda Wisnu Kencana, англ. Garuda Wisnu Kencana statue, GWK) — гигантская статуя, расположенная в парке Гаруда-Вишну-Кенчана (Бали, Индонезия) и посвящённая богу Вишну, летящему на своей ездовой птице Гаруде. Статуя спроектирована индонезийским скульптором-реалистом Ньоманом Нуартой и открыта в сентябре 2018 года. Статуя Гаруда-Вишну-Кенчана является самой высокой статуей Индонезии. Общая высота памятника, включая 46-метровый постамент, составляет 121 метр. Строительство памятника завершено 31 июля 2018 года, в церемонии открытия 22 сентября 2018 года участвовал президент Индонезии Джоко Видодо. Считается третьей по высоте статуей в мире.

## Символизм
Скульптура изображает бога Вишну, сидящего верхом на своём спутнике-птице Гаруде. Вишну является верховным божеством в вайшнавизме и входит в Тримурти Брахма-Вишну-Шива. Его главная роль состоит в сохранении и поддержании вселенского творения. По воле Вишну происходит создание, сохранение и разрушение бесчисленных миров. В индуистской иконографии Вишну изображается в четырёхрукой человеческой форме, с кожей синего, голубого или чёрного цвета и в жёлтых одеждах. В руках он держит четыре атрибута: цветок лотоса, булаву, раковину и чакру. Различные ипостаси Вишну весьма почитаемы в Южной и Юго-Восточной Азии. Традиция поклонения Вишну широко распространена на Бали. Гаруда в образе орла является неизменным спутником Вишну. Считается, что он обладает огромной силой и олицетворяет тайное знание. В иконографической традиции Гаруда изображается как орёл с человеческим туловищем: у него тело человека, а крылья, когти и голова от птицы. Гаруда является национальным символом Индонезии.

Статуя описывает Вишну в медитативном состоянии с полузакрытыми глазами и аурой полного покоя и безмятежности, сидящего на спине верной птицы Гаруда. Они неразлучны. В индуистской мифологии Вишну является символом хранителя и защитника мирового равновесия. История гласит, что Гаруда сдержал своё обещание Вишну быть его вечным проводником, поскольку Вишну освободил мать Гаруды от рабства. Это древний символ, который связан с современной эпохой, где Вселенная является нашим источником жизни и должна быть сохранена и защищена. Гаруда является символом могущественного существа, ответственного за сохранение природных сил. Можно связать это с нашей ответственностью за защиту окружающей среды.
— Из интервью Ньомана Нуарта, 2018 год
Строительство и открытие памятника проходило в характерной для Бали религиозной атмосфере. В вестибюле памятника размещены фотографии, посвященные его открытию. Они представляют сцены традиционного ритуала очищения, который проводят после завершения строительства.

## Строительство
На строительство статуи ушло двадцать восемь лет и около 30 млн долларов США. Проект Гаруда-Вишну-Кенчана был разработан в 1990 и начат в 1993 году, однако в конце 1990-х годов строительство было приостановлено из-за экономического кризиса.

На начальных этапах проектирования не было никакой доступной техники для масштабирования сложных и составных трехмерных форм и не было никакого компьютерного программного обеспечения, которое могло бы сделать это… Мне пришлось искать решение проблемы. Наконец, в 1991 году мы нашли теорию и вместе с появлением программного обеспечения AutoCAD могли двигаться вперед
— Из интервью Ньомана Нуарта, 2019 год
Строительство возобновилось в 2013 году после шестнадцатилетнего перерыва, когда застройщик Alam Sutera Realty Tbk (ASR) согласился профинансировать строительство статуи и проекта всего парка. Религиозные деятели острова жаловались, что её огромные размеры могут нарушить духовное равновесие острова и что её коммерческий характер неуместен. Без специального разрешения строительство на Бали выше 15 метров запрещено. Местные активисты осудили план строительства мегапроекта, в то время как пандиты утверждали, что согласно индуистской космологии, статуя Вишну должна быть построена в северной точке острова, а не на юге.

## Конструкция
Статуя собрана из 754 отдельных модулей, созданных в Бандунге (Западная Ява), а затем доставленных на рабочую площадку. Первоначально модули были разрезаны на 1500 более мелких частей для обеспечения минимальной нагрузки на строительные краны. Последняя часть, вставленная в гигантскую статую, находилась на хвосте Гаруды, который расположен на самой высокой точке статуи. Форма Гаруды настолько сложна, что инженеры разработали специальные швы в несущей конструкции. Причём одиннадцать огромных стальных балок находятся вместе в одной и той же точке, в то время как обычные конструкционные швы имеют четыре или шесть балок.
Когда в 2012 году компания Alam Sutera Realty Tbk приобрела право собственности на парк культуры, она провела работы по благоустройству территории будущего парка. Для создания статуи застройщик провёл ряд технических испытаний для определения конфигурации статуи, включая испытания в аэродинамической трубе в Мельбурне и Торонто. Инженеры рассчитали максимальную скорость ветра, которую может выдержать статуя. Кроме того, были проведены работы, обеспечивающие её устойчивость к землетрясению. К проекту привлекались строительные консультанты для оценки надёжности фундамента. Глубина бурения составила 150 метров и достигла уровня грунтовых вод. Для предотвращения столкновения с воздушными судами на статуе установлены сигнальные маяки. В строительстве участвовало 150 рабочих из компании Siluet Nyoman Nuarta, которая выступала подрядчиком. По проектным оценкам, статуя Гаруды-Вишны-Кенчаны может выдержать шторм и землетрясение и, как ожидается, будет стоять в течение следующих ста лет (по выражению автора проекта — исходя из скорости ветра, которая может наблюдаться спустя столетие).
Общая высота памятника соответствует 21-этажному зданию, он весит около 3000 тонн, что делает его самой тяжёлой статуей в Индонезии. Статуя сделана из меди и латуни с рамой из нержавеющей стали, она поддерживается 21 тыс. стальных стержней и 170 тыс. болтов. Площадь внешнего покрытия достигает 22 тыс. м2. Корона бога Вишну покрыта золотой мозаикой, а сама статуя имеет специальное освещение. Скульптура находится на крыше здания, которое будет функционировать как ресторан, музей и смотровая площадка.

## Главные факты о памятнике
- Общая стоимость проекта: 450 млрд. индонезийских рупий (33 млн долларов США).
- Компоненты: 754 модуля, каждый размером 3×4 метра и весом более тонны.
- Материалы: медь из Японии, Китая и Латинской Америки, латунь из Германии, каркас из нержавеющей стали из Индии.
- Производство компонент: мастерская художника NuArt в Бандунге (Западная Ява).
- Высота: 121 метр или 276 метров над уровнем моря.
- Ширина: крылья Гаруды простираются на 64 метра.
- Общий вес: более 3000 тонн.
- Сохранность без капитального ремонта: около ста лет.
- Устойчивость: землетрясение до 8 баллов и скорость ветра до 250 км в час.
- Мировой рекорд: третья высочайшая статуя в мире после Чжунъюаньской статуи Будды (Китай) и Будды Лайкьюн Сеткъяр (Мьянма)[1].

## Галерея
Фотографии статуи Гаруды-Вишны-Кенчаны
|                     |
| Копия головы Гаруды |